# Bernhard Liwe
Bernhard Liwe, död 1649, var en estnisk militär.

## Biografi
Bernhard Liwe var son till lantrådet och översten Reinhold Live. Han var 1629 ryttmästaren för ett kompani värvade ryttare och var även lantmarskalk i Estland. Liwe avled 1649.

### Egendom
Liwe ägde Parmel och Soinitz, samt Kurrisal i Sankt Johannis socken.

### Familj
Liwe var gift med Gertrud Yxkull, dotter till ryttmästaren Reinhold Yxkull och Sofia Yxkull. De fick tillsammans barnen friherre Reinhold Liwe (1621–1665) och friherre Bernhard Otto Liwe.